# 이용익 (드라마)
《이용익》는 1982년 9월 20일부터 1982년 12월 14일까지 방영된 문화방송 월화드라마이며, 조선시대부터 현대에 이르기까지의 거부들의 일대기를 엮어 한국 근대자본이 어떻게 형성되었나를 살펴보는 거부실록 시리즈 중 네 번째 작품이다.
이 드라마는 북청땅의 상인 이용익의 생애를 통해 오늘의 시점에 맞는 국가관을 교훈적으로 부각하여 그렸다. 그는 특이한 출세의 길, 검소한 생활, 교육기관의 설립 등 윤리적으로 건정하게 부를 축적했으며개인의 이익보다는 국가의 이익을 추구했던 인물이다.

## 등장 인물
- 이영후 : 이용익 역
- 정욱 : 고종 역
- 이미숙 : 명성황후 역
- 신충식
- 김형중
- 오미연
- 김소원
- 이대로
- 정희선
- 김기일
- 최봉
- 남성훈 : 민영익 역
- 김애경
- 백인철
- 전희룡
- 권성덕
- 신국
- 김석옥
- 국정환
- 강남길
- 이원용
- 임채무

## 편성 변경
- 1982년 9월 28일 : 〈한강종합개발 기공식〉 실황녹화 방송으로 순연되어 10시 20분부터 방영
- 1982년 10월 12일 : 프로야구 코리안시리즈 6차전 〈OB베어스 VS 삼성라이온즈〉 중계방송으로 순연되어 밤 10시부터 방영
- 1982년 11월 23일, 11월 30일, 12월 6일 ~ 12월 7일 : 〈오늘의 아시안게임〉으로 MBC 스포츠뉴스가 5분 연장됨으로써 순연되어 밤 10시 55분부터 방영하고 5분 축소됨.
- 1982년 11월 29일 : 23일과 동일로 인해 순연되어 밤 10시 55분부터 방영

## 이모저모
- 주로 쓰는 말씨가 함경도 사투리라 배우 김희갑이 연기자들에게 사투리를 가르쳤다.[2]